# Ola Julén
Ola Julén, född 23 december 1970 i Stockholm, död 26 augusti 2013 på samma ort, var en svensk poet. 
Julén var utbildad vid Stockholms universitet, där han blev filosofie magister i litteraturvetenskap, och vid författarskolorna på Jakobsbergs Folkhögskola och Nordens folkhögskola Biskops-Arnö. 1999 utkom diktsamlingen Orissa på bokförlaget Ink. 2002 kom den andra upplagan av Orissa, där även verket 400 ingår. Orissa översattes även till danska och utgavs av förlaget Basilisk.
Juléns bok Afrikas verkliga historia: Redigerade anteckningar 1999–2003 publicerades postumt 2019, sammanställd av Marie Lundquist och Daniela Floman, och utgiven av förlaget Nirstedt litteratur. 
Julén var son till poeten och litteraturvetaren Björn Julén.